# Stereochilus brevirachis
Stereochilus brevirachis là một loài thực vật có hoa trong họ Lan. Loài này được Christenson miêu tả khoa học đầu tiên năm 1998.